# 小川重雄
小川 重雄（おがわ しげお、1958年 - ）は建築写真家である。
日本大学芸術学部写真学科卒業。大学時代、渡辺義雄の勧めで、建築写真家を志す。1986年に株式会社新建築社に写真部員として入社。1991年、新建築社にて写真部長となる。その後、独立し小川重雄写真事務所を開設。法政大学、武蔵野美術大学、東京大学、日本大学、早稲田大学などで教鞭を執る。当時まだ日本で有名でなかったピーター・ズントーの建築を撮影した作品集【a+u1998年2月号臨時増刊：Peter Zumthor作品集】は、ピーター・ズントー本人に認められるほどの作品集であり現時点（2017年）でプレミア価格で取引されている。

## 来歴
東京都台東区根岸に生まれる。小学生時代には天文写真を撮るために、カメラにすでに触れていた。中-高校と進学するにつれ、興味の対象が星から山に移る。日本大学芸術学部写真学科に入学するころにはプロの山岳写真家を目指すようになる。しかし大学の授業の課題で提出した村野藤吾設計の日本興業銀行本店の写真が、建築写真界の巨匠であった渡辺義雄教授の目にとまり、建築写真への道を勧められる。株式会社川澄建築写真事務所においてエーロ・サーリネン（「a+u1984年4月号臨時増刊号：Erro Saarinen作品集」）を撮る。その後、株式会社新建築社に入社、1991年には株式会社新建築社写真部長となる。ピーター・ズントー（「a+u1998年2月号臨時増刊：ピーター・ズントー作品集」）他、日本を代表する多くの名建築を撮影。その後2008年に新建築社を退社し独立、小川重雄写真事務所を創設。
2017年に写真集『国宝・閑谷学校 ｜ Timeless Landscapes 1』、2020年に写真集『イサム・ノグチ　モエレ沼公園｜ Timeless Landscapes 2』、2022年に写真集『沖縄と琉球の建築 ｜ Timeless Landscapes 3』を刊行。
2023年「優れた建築写真（現代建築から伝統建築、ランドスケープに至るまで）の発信と大学等での教育活動を通して建築文化を向上させた功績」として日本建築学会賞（文化賞）を受賞。

## 主な写真展
- 「Perspective Architecture」 (2012)
- 「四百年前のモダニズム」(2014)
- 「連合渡御一九八五 中根岸の三十年前」(2015)
- 「30年の時をまたぐ、根岸の人と街の記録」（2016）
- 「Hindu Temple in BALI」(2016)
- 「国宝・閑谷学校｜ Timeless Landscapes 1」(2017)
- 「原風景」(2018)
- 「イサム・ノグチ　モエレ沼公園｜ Timeless Landscapes 2」(2020)
- 「沖縄と琉球の建築｜ Timeless Landscapes 3」(2022-2023)

## 写真集
- 「国宝・閑谷学校 ｜ Timeless Landscapes 1」(2017)
- 「イサム・ノグチ　モエレ沼公園｜ Timeless Landscapes 2」(2020)
- 「沖縄と琉球の建築｜ Timeless Landscapes 3」(2022)

## 主な受賞
- 2023年 日本建築学会賞（文化賞）「優れた建築写真（現代建築から伝統建築、ランドスケープに至るまで）の発信と大学等での教育活動を通して建築文化を向上させた功績」